# 3월 14일
3월 14일은 그레고리력으로 73번째(윤년일 경우 74번째) 날에 해당한다.

## 사건
- 313년 - 서진 회제가 흉노족이 세운 한나라의 열종 소무제 유총에 의해 처형되다.
- 1593년 - 행주대첩 발발.
- 1800년 - 교황 비오 7세, 251대 로마 교황 취임.
- 1862년 - 진주민란 발발.
- 1943년 - 육군미술전람회가 끝났다.
- 1946년 - 당시 유명 배우였던 심영이 광통교에서 김두한에게 피격당하다.
- 1950년 - 국회 프락치 사건, 최종 언도 공판에서 전원 유죄 판결.
- 1951년 - 한국 전쟁: 유엔군이 두 번째로 서울을 탈환하다.
- 1960년 - 경상남도 부산시 당국은 3·15 선거를 하루 앞두고 고등학교에 등교 중지를 지시하였다.
- 1984년 - 신페인당의 지도자인 게리 애덤스가 밸파스트 중심가에서 암살 시도를 당해 크게 다치다.
- 1991년 - 낙동강 페놀 오염 사건: 구미 공업단지 안의 두산전자에서 페놀 30톤이 파이프 손상을 이유로, 낙동강으로 새어나가게 되었다.
- 2010년 - 김길태가 부산 여중생 납치 살해사건을 자백함.
- 2011년 - 후쿠시마 제1 원자력 발전소의 3호기가 폭발하다.
- 2013년 - 중국철도총공사가 설립되다.

## 문화
- 1794년 - 엘리 휘트니가 조면기에 대한 특허를 얻다.
- 1905년 - 잉글랜드 잉글랜드 클럽 첼시 FC 창립.
- 1927년 - 팬아메리칸 월드 항공이 창립되었다.
- 2011년 - 마이크로소프트에서 인터넷 익스플로러 9가 출시되었다. (지원 운영체제 - 윈도우 비스타, 윈도우 서버 2008, 윈도우 7, 윈도우 서버 2008 R2)
- 2012년 - 아이돌 그룹 B1A4 정규 1집 THE B1A4 I IGNITION 발매.
- 2014년 - MBC 일일 대하드라마가 43년 만에 종영되었다.
- 2018년 - 크로스오버 그룹 포레스텔라 정규 1집 EVOLUTION  발매.
- 2025년 - KBS NEWS 24 개국.

## 탄생
- 1641년 - 조선의 제18대 국왕 현종. (~1674년)
- 1804년 - 오스트리아의 작곡가 요한 슈트라우스 1세. (~1849년)
- 1807년 - 스웨덴의 왕비 로이히텐베르크의 요세피나. (~1876년)
- 1820년 - 이탈리아의 국왕 비토리오 에마누엘레 2세. (~1878년)
- 1835년 - 이탈리아의 천문학자 조반니 스키아파렐리. (~1910년)
- 1844년 - 이탈리아의 국왕 움베르토 1세. (~1900년)
- 1854년
  - 독일의 미생물학자 파울 에를리히. (~1915년)
  - 미국의 부통령 토머스 R. 마셜. (~1925년)
- 1860년 - 홍콩의 제15대 총독 프란시스 헨리 메이. (~1922년)
- 1879년
  - 독일의 물리학자 알베르트 아인슈타인. (~1955년)
  - 베트남 응우옌 왕조의 황제 타인타이 황제. (~1954년)
- 1885년 - 대한민국의 독립운동가 박경철. (~1967년)
- 1895년
  - 대한민국의 최고령 할머니 최애기. (~2005년)
  - 일제강점기의 독립운동가, 언론인 김준연. (~1971년)
- 1905년 - 프랑스의 작가 레몽 아롱. (~1983년)
- 1923년 - 미국의 사진 작가 다이안 아버스. (~1971년)
- 1924년 - 일본의 배우 아카기 하루에. (~2018년)
- 1928년 - 미국의 우주비행사 프랭크 보먼. (~2023년)
- 1929년 - 대한민국의 정치인 박종율. (~2003년)
- 1932년 - 일본의 성우 오오타케 히로시. (~2022년)
- 1933년
  - 영국의 배우 마이클 케인.
  - 미국의 가수 퀸시 존스.
- 1934년
  - 이탈리아의 추기경 디오니지 테타만치. (~2017년)
  - 미국의 우주비행사 유진 서넌. (~2017년)
- 1935년 - 대한민국의 만화가 김원빈. (~2012년)
- 1939년
  - 일본의 만화가 나카자와 케이지. (~2012년)
  - 프랑스의 영화 감독, 작가 베르트랑 블리에. (~2025년)
- 1941년 - 독일의 영화 감독 볼프강 페테르젠. (~2022년)
- 1942년
  - 대한민국의 축구 선수, 축구 감독 정병탁. (~2016년)
  - 폴란드의 배우 예지 트렐라. (~2022년)
- 1948년
  - 홍콩의 배우, 영화 프로듀서 하가구. (~2015년)
  - 미국의 배우 빌리 크리스털.
- 1949년
  - 대한민국의 배우 한진희.
  - 대한민국의 바둑 기사 김덕규.
- 1952년 - 대한민국의 육군 군의관 소령 출신 의과대학 산부인과 교수 및 의학박사 고민환.
- 1955년
  - 아르헨티나의 축구 선수 다니엘 베르토니.
  - 대한민국의 정치인 박성효.
  - 대한민국의 기업인 이영권. (~2015년)
- 1957년
  - 대한민국의 야구 선수 이철성.
  - 이탈리아의 정치인 프란코 프라티니. (~2022년)
- 1958년 - 모나코의 왕자 알베르 2세.
- 1962년 - 대한민국의 기자, 언론인 홍석준. (~2011년)
- 1964년 - 대한민국의 배구 선수 신영철.
- 1965년
  - 미국의 야구 선수 케빈 브라운.
  - 인도의 영화 감독 아미르 칸.
  - 대한민국의 전 야구 선수, 현 야구 코치 이광우.
- 1967년
  - 대한민국의 기업인 김택진.
  - 프랑스의 정치인 필립 푸투.
- 1968년 - 대한민국의 전 농구 선수, 현 지도자 김상식.
- 1970년 - 대한민국의 기업인 홍정욱.
- 1971년 - 일본의 성우 카세 야스유키.
- 1972년 - 대한민국의 전 야구 선수 송재용.
- 1973년 - 대한민국의 심리학자, 대학교수 박상희.
- 1974년
  - 대한민국의 성우 김창열.
  - 대한민국의 전 야구 선수 황윤성.
  - 대한민국의 희극인 박성호.
- 1975년 - 대한민국의 배우 강경헌.
- 1976년 - 대한민국의 배우 조재룡.
- 1977년
  - 일본의 배우, 방송인 호시노 아키.
  - 일본의 축구 선수 마쓰다 나오키. (~2011년)
- 1978년
  - 대한민국의 가수 문희준 (H.O.T.).
  - 대한민국의 배우 주인영.
- 1979년
  - 프랑스의 축구 선수 니콜라 아넬카.
  - 대한민국의 배우 전진오.
  - 대한민국의 희극인 이동윤.
- 1980년
  - 대한민국의 가수 류재현 (바이브).
  - 일본의 배우 아오키 무네타카.
- 1981년
  - 대한민국의 전 배구 선수 이선규.
  - 미국의 전 야구 선수 보비 젱크스. (~2025년)
  - 잉글랜드의 배우 라이언 카트라이트.
- 1982년
  - 대한민국의 배우 김혜화.
  - 대만의 태권도 선수 주무옌.
- 1984년 - 대한민국의 야구 선수 최연오.
- 1985년
  - 대한민국의 야구 선수 변선웅.
  - 대한민국의 축구 선수 김승용.
  - 대한민국의 조정 선수 박태환.
- 1986년
  - 대한민국의 야구 선수 곽정철.
  - 영국의 배우 제이미 벨.
- 1987년
  - 대한민국의 성우 서반석.
  - 대한민국의 정치인, 공무원 김승현.
- 1988년
  - 일본의 가수 데구치 아키 (SKE48).
  - 미국의 농구 선수 스테픈 커리.
  - 벨기에의 전 축구 선수 임케 쿠르투아.
- 1989년 - 대한민국의 축구 선수 이종원.
- 1990년
  - 대한민국의 가수 살찐 고양이.
  - 일본의 배우 쿠로키 하루.
  - 캐나다의 배우 사샤 클레멘츠.
- 1991년
  - 일본의 축구 선수 사카이 고토쿠.
  - 대한민국의 방송인 서하얀.
- 1993년 - 일본의 축구 선수 가토 다이키.
- 1994년 - 미국의 배우 앤설 엘고트.
- 1995년
  - 대한민국의 배우 박지빈.
  - 대한민국의 축구 선수 김상우.
- 1996년
  - 대한민국의 트위치 스트리머, 유튜버 빛베리.
  - 대한민국의 가수 송민준.
  - 중화민국의 바둑 기사 왕위안쥔.
- 1997년 - 미국의 체조 선수 시몬 바일스.
- 1998년
  - 대한민국의 리그 오브 프로게이머 스카웃.
  - 대한민국의 바둑 기사 김다영.
  - 대한민국의 배우 함성민.
- 1999년 - 말레이시아의 아이돌 교텐 유리나. (KLP48)
- 2000년
  - 대한민국의 가수 지훈 (트레저).
  - 일본의 바둑 기사 오니시 류헤이.
- 2001년
  - 대한민국의 방송인 김혜인.
  - 대만의 가수 소소 (공원소녀).
  - 대한민국의 리그 오브 레전드 프로게이머 쌈디.
  - 대한민국의 리그 오브 레전드 프로게이머 맵씨.
- 2002년 - 대한민국의 배우 방준서.
- 2004년 - 대한민국 태생 미국의 야구 선수 장현석.
- 2006년 - 대한민국의 배우 박지소.
- 2007년 - 대한민국의 뮤지컬 배우 김태희.

## 사망
- 313년 - 서진 황조의 제3대 황제 서진 회제. (284년~)
- 1521년 - 중국 명나라의 10대 황제 정덕제. (1491년~)
- 1632년 - 일본의 에도 막부 2대 쇼군 도쿠가와 히데타다. (1581년~)
- 1823년 - 프랑스의 장군 샤를프랑수아 뒤 페리에 뒤무리에. (1739년~)
- 1883년 - 독일의 철학자, 경제학자 카를 마르크스. (1818년~)
- 1927년 - 라트비아의 정치인 야니스 착스테. (1859년~)
- 1953년 - 체코슬로바키아의 정치인 클레멘트 고트발트. (1896년~)
- 1963년 - 대한민국의 소설가, 군인 염상섭. (1897년~)
- 1964년 - 대한민국의 독립운동가 김법린. (1899년~)
- 1975년 - 미국의 영화배우 수전 헤이워드. (1917년~)
- 1993년 - 대한민국의 정치인 신철균. (1924년~)
- 1995년 - 미국의 천문학자 윌리엄 앨프리드 파울러. (1911년~)
- 1997년 - 미국의 영화감독 프레드 진네만. (1907년~)
- 2010년 - 대한민국의 작곡가 박춘석. (1930년~)
- 2015년 - 대한민국의 정치인 김문곤. (1939년~)
- 2016년 - 영국의 작곡가이자 지휘자 피터 맥스웰 데이비스. (1934년~)
- 2017년 - 일본의 배우 와타세 츠네히코. (1944년~)
- 2018년
  - 영국의 이론물리학자 스티븐 호킹. (1942년~)
  - 아르헨티나의 축구 선수 루벤 갈반. (1952년~)
  - 미국의 역사학자 앨프리드 크로즈비. (1931년~)
- 2019년 - 벨기에의 추기경 고드프리드 다넬스. (1933년~)
- 2021년 - 미국의 영화배우 헨리 대로우. (1933년~)
- 2022년
  - 미국의 육상 선수 찰스 그린. (1945년~)
  - 일본의 영화배우 타카라다 아키라. (1934년~)
- 2023년
  - 대한민국의 법조인 김용철. (1924년~)
  - 캐나다의 영화배우 루이제트 뒤소. (1940년~)
- 2024년
  - 대한민국의 언론인 강영기. (1961년~)
  - 미국의 음악가 바이런 재니스. (1928년~)
  - 대한민국의 성우 이우리. (2000년~)
  - 일본의 영화배우 테라다 미노리. (1942년~)
  - 미국의 우주비행사 프란스 드 발. (1948년~)

## 기념일
- {\displaystyle \pi }(파이)의 날({\displaystyle \pi }(Pi) Day)
- 화이트데이: 대한민국, 일본, 중화민국
- 여름의 날: 알바니아
- 제헌절: 안도라
- 세계 수학의 날

## 같이 보기
- 전날: 3월 13일 다음날: 3월 15일 - 전달: 2월 14일 다음달: 4월 14일
- 음력: 3월 14일
- 모두 보기